# Canelobre

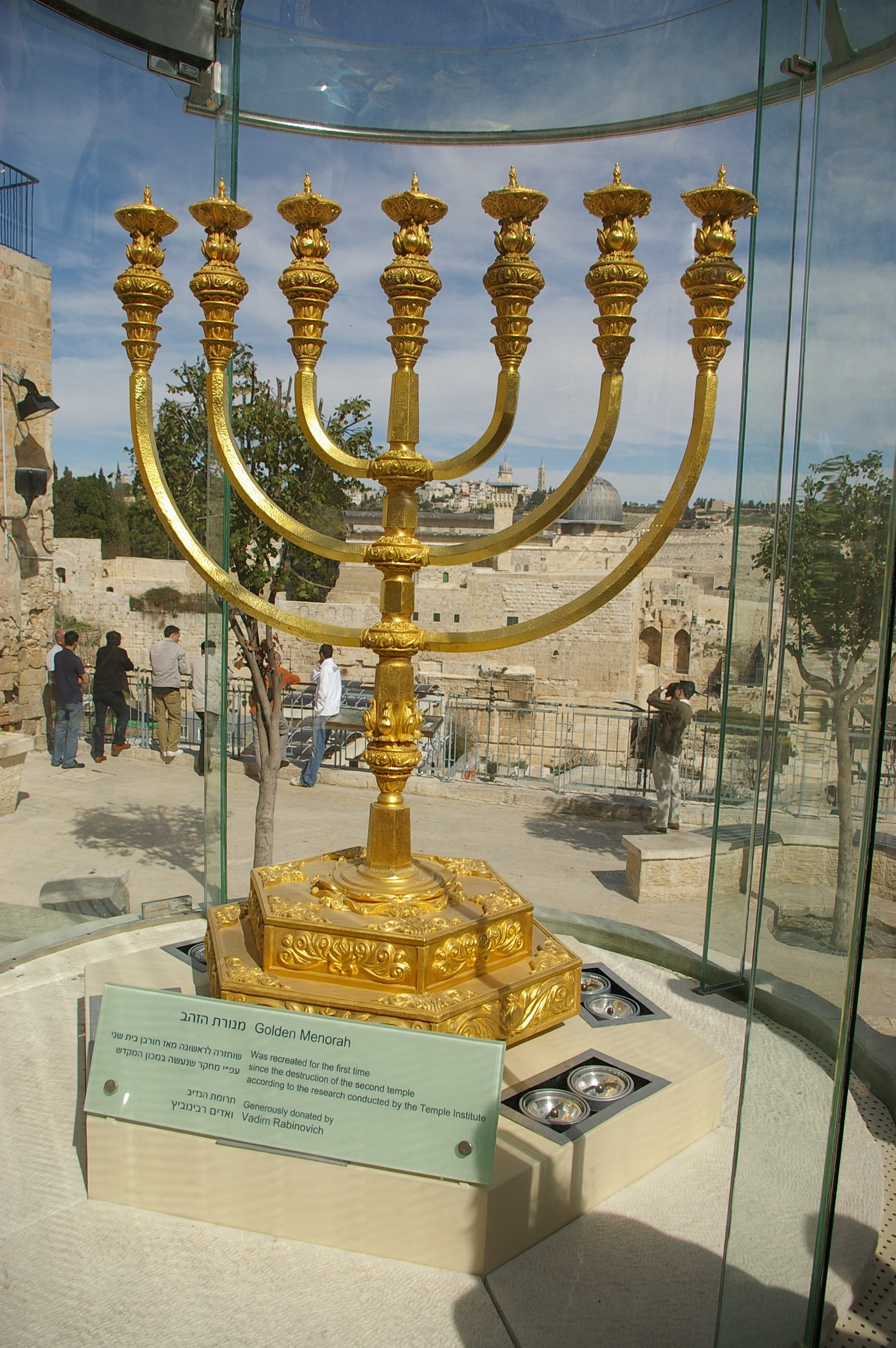
Canelobre jueu de set braços

Un canelobre és un utensili destinat a la il·luminació, consistent en un peu o una columna més o menys llarg, de dos braços o més, amb dolles per aguantar dretes altres tantes candeleres. Es distingeix d'un candeler pel nombre de braços (el candeler només en té un).
Els canelobres existeixen com a mínim des dels temps dels antics romans. Es mencionen ja en La Bíblia i es poden fabricar amb tota classe de materials, fent que adoptin innumerables formes.
Els canelobres més cèlebres (Menorà) pertanyen als rituals del judaisme; però la necessitat d'il·luminar amb espelmes qualsevol estança en la qual es realitzés una activitat, va fer que els canelobres es convertissin en objectes tant d'ús sagrat com profà.

## Història
Es té coneixement que des de l'època dels etruscos fins a l'art romànic la majoria eren fets de bronze. Les decoracions que se solien fer en el peu o columna eren representacions de figures antropomòrfiques o d'animals.
En l'art gòtic acostumaven a ser de bronze o ferro en forma de petit trípode. Als museus de Vic i Solsona se'n conserven alguns exemplars.
A l'edat mitjana es varen fer canelobres imitant els del temple de Salomó, i a Milà n'hi ha un exemple del segle xii.
A partir del Renaixement, els canelobres començaran a esdevenir importants elements ornamentals a més de funcionals. Un clar exemple és el cas dels canelobres de la catedral de Toledo, fets per Manuel Álvarez i Diego Dávila.
Se seguiran fent amb bronze i coure tot i que es comencen a fer també de plata.
Al segle xvii amb el Rococó, els objectes ornamentals de la Cort incloïen tot tipus d'artefactes, que anaven en concordança els uns amb els altres, fins i tot els canelobres.
Aquests objectes van adaptar la funcionalitat als criteris estilístics de l'època, que tendien a les línies corbes i elements vegetals. Hi ha un important canvi en els peus i les columnes, que retornen a les figures antropomòrfiques mitjançant figures escultòriques.
Durant el segle xix el canelobre era l'objecte decoratiu més produït amb metall, bronze o coure. Es fabricaven amb línies més sòbries i dissenys menys complicats.